# 高容量地铁列车
高容量地铁列车（英語：High Capacity Metro Trains，以下简称HCMT），中车长客内部称CCD5006，是将于墨尔本城市铁路上使用的电力动车组，该列车将在派肯汉（Pakenham）、克兰本（Cranbourne）和森伯里（Sunbury）线上运营。在经历了一系列延误后列车于2020年12月27日投入使用，并最终会在2025年墨尔本地铁隧道启用时成为其唯一使用的列车，同时也将会替换老旧的Comeng列车。HCMT在投入运营时将为7节车厢编组，总载客量达到1400人左右，并且也将成为全网络中最先进的列车。 一个由投资者和铁路公司组成的财团正在通过与维多利亚州政府的合同在中国和澳大利亚建造火车，此外还会进行火车运营所需的升级工程。

## 历史

### 背景
之前一次大规模为墨尔本城市铁路进行的车辆采购是在2003年，当时的特许经营运营方M>Train和Connex分别订购了62列西门子Nexas和58列X'Trapolis 100电力动车组以取代旧的日立列车 。  但是在接下来的十年中西门子列车经历了严重的制动问题，主要表现为列车进站停车超过停止标志，导致其多次被迫完全退出日常运营以解决问题。 当2007年州政府招标购买额外18列6节编组列车时，为了节约生产前的准备时间，州政府在招标中限制了只有先前订购过的两种型号可以竞标，并最终将合同授予了阿尔斯通。 在接下来的10年中X'Trapolis列车持续不断的获得了多次订单，截至2019年11月，总订单数达到了106列6节编组列车。 
2011年在时任州长Ted Baillieu任上创建了公共交通发展局（后来的维多利亚公共交通，也就是PTV），创建该部门的主要目的是研究城市轨道网络的运行。  为了在一定程度上实现这一目标，在2013年年初发布了名为Network Development Plan Metropolitan Rail（简称NDPMR）的铁路发展计划，旨在为未来20年内铁路网的扩大和整合而提出一系列具体建议。 计划的第一阶段计划于2016年之前完成，计划中表示有必要订购更多的X'Trapolis列车作为克服现有铁路设施限制的临时解决方案。 方案同时建议对西门子和Comeng列车进行改造， 但同时指出对于有效利用现有铁路基础设施而言，新型列车的研究是至关重要的。 
在NDPMR中所指出的众多现有列车的不足之处中，特别提到了现有的列车是为了适应多种铁路运行模式而设计的，以期在通勤铁路和地铁模式中取得一个平衡，同时现有的列车也无法有效使用现有站台的全部长度。 NDPMR中同时明确拒绝了双层列车的使用，因为这会增加列车在站台的停留上下客的时间。另外由于现有的列车在日常运营中通常将两列3节编组列车重联为6节编组列车，如果基于现有列车再要加长的话将势必将需要再重联一列列车，但是这样一来总长度将会增加到220米。为了容纳220米长的列车，需要极高的成本且全面的设备改造，尤其以City Loop上的车站为甚，所以扩编现有列车的法案也被否决。为了解决问题，NDPMR建议采购新的固定编组程度为153米的单层列车，同时新的列车将在墨尔本地铁项目开通后具备扩编至220米长度的能力。根据NDPMR的设想，新的列车在153m和220米配置下的最大载客量可以分别达到1100人和1600人。
NDPMR预计到2032年新的高容量列车车将完全取代Comeng列车，并将主要在随着墨尔本地铁开通而创建的从森伯里到派肯汉及克兰本的线路上使用。此外计划中它确定了新的列车需要支持车内信号以减少班距，同时也需要在铁路网中的一些地点建造新的维护设施。 在2014年维多利亚州大选前，时任州长Denis Napthine承诺将会订购25列新型列车如果他的现任政府可以连任。

### 订单和设计阶段
2015年6月，由州长丹尼尔·安德鲁斯领导的新任工党政府宣布了订购37列新型列车的计划。 同年11月，三个财团入围了最终的招标，它们分别是 ：  
- 庞巴迪： 庞巴迪运输，麦格理银行，伊藤忠商事公司和Infrared Capital Partners
- Eureka Rail：阿尔斯通，东京三菱UFJ银行和John Laing
- Evolution Rail：唐纳轨道 ， 中车长春轨道客车和Plenary Group

2016年3月，州政府将订单数量增加到了65列列车，Evolution Rail于同年9月赢得该合同。作为新型列车的配套，还会在派肯汉东（Pakenham East）和Calder Park建造新的车辆段。  
第二年9月，两节车厢的全尺寸模型建造完成。模型的建造目的是为了让列车司机，技术人员，公共交通乘客协会的代表以及包括视障人士和肢体残障人士在内的乘客可以对日常运行进行模拟，并提出改进意见。Evolution Rail指出，模型的建造是列车设计阶段的最后部分，标志着该项目第一个主要合同要求的履行。 
列车的正式生产于2018年6月开始，第一批车体从中车长客的工厂运抵纽波特车间开始最后组装。最初的计划是从2018年11月开始对HCMT进行测试，然后于2019年在克兰本和派肯汉线上投入服务，但是由于一些问题，列车的测试被迫推迟，在2020年年中才投入服务。
由于墨尔本机场铁路的建设计划，维多利亚州政府于2022年5月9日宣布增购5列列车以满足需求，使得总订单数达到70列。

## 合同和建造
维多利亚州政府与Evolution Rail之间以政府和社会资本合作（PPP）的形式交付这一个项目。最初的合同规定Evolution Rail将负责设计、建造和交付65列列车以及在派肯汉东（Pakenham East）建设车辆基地以进行，在Calder Park建造轻型维护设施，以及提供两个用于驾驶员培训的模拟器 。合同还包括Evolution Rail将负责HCMT的整个生命周期的维护，以及在同一时间段内的仓库和模拟器的运行和维护。  这一PPP项目总价值为23亿澳元。
中车长客负责HCMT的研发和设计，并与Downer Rail成立合资公司来生产车体，同时列车材料和设备的本地化率为60％。Downer Rail则负责项目的交付和维护，以及新列车停车场的建设。 列车的主要部件中，转向架由Hofmann Engineering在本迪戈制造， 中车时代电气的澳大利亚分公司在Morwell制造牵引逆变器和其他相关的电气系统，ABB在Norlane生产牵引电动机，SIGMA在Derrimut生产空调设备， 轮对和转向架的组装由Downer Rail在纽波特车间进行 。Plenary集团负责项目的财务管理，而债务方面由西太平洋银行领导的一些投资银行提供资金。 

## 设计和配置

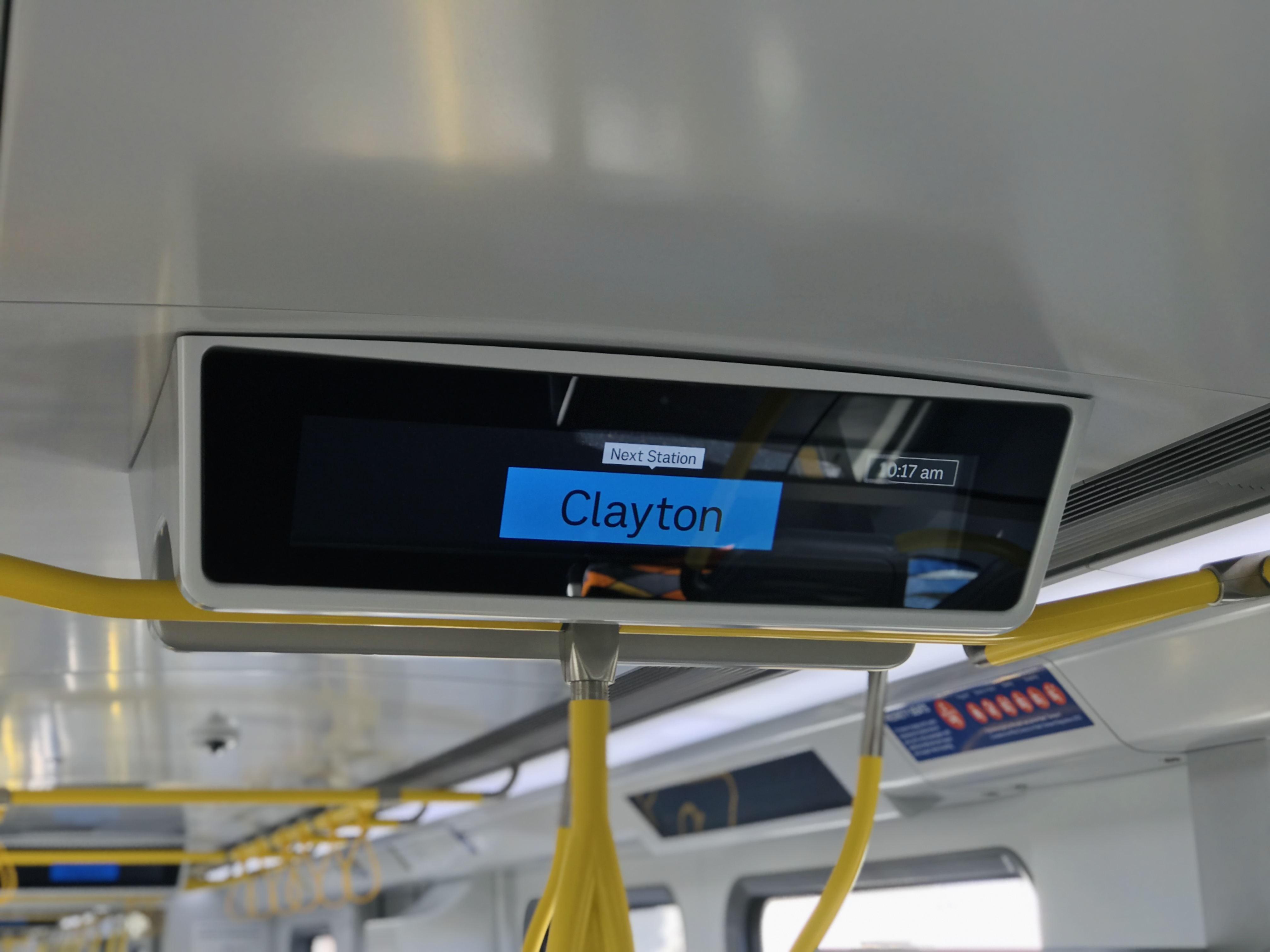
车内的乘客信息显示系统（PIDs）

HCMT的设计将基于中国的A型车， 列车一开始将为七节编组，最多可以搭载1380名乘客。 不过列车预留了扩编至10节的能力，可以使载客量提升至1970人，而对应的车站也做了预留的设计，可以在需要时将站台延长。
列车的站立区域将提供多种类型的拉手和把手以确保乘客的安全，为了让乘客可以快速上下车，车门采用宽型的设计，同时在满载时有30%~40%的乘客可以拥有座位。 除了上述设计之外，每列列车上还将安装70个信息显示屏（PID），PID将会显示下一站、当前时间以及列车的行进位置 ，并将提供wifi服务。 列车的两端和侧面的显示屏将显示列车的目的地。 在无障碍方面，列车提供了总共二十八个轮椅空间，而宽阔的过道将使残障人士更容易行动。  
HCMT将搭载一些半自动的功能，包括可以遥控进行自动折返以及自动唤醒，列车同时可以自动测算当前的载客量并可以远程获取这些数据。 此外HCMT将包括"Stopping aids"自动对标辅助系统来提高停车时的精确度，司机也可以独立控制每扇车门。

列车现在为7节编组，编组分别为Tc-DMp-Mp1-DT-Mp2-DMp-Tc。
|          | HCMT车辆配置 |             |             |             |             |             |             |
| 车厢编号 | 1            | 2           | 3           | 4           | 5           | 6           | 7           |
| 集电弓   |              | <           | <           |             | >           | >           |             |
| 型式     | 90xx (Tc)    | 91xx (DMp)  | 92xx (Mp1)  | 93xx (DT)   | 97xx (Mp2)  | 98xx (DMp)  | 99xx (Tc)   |
| 车辆编号 | 9001 : 9070  | 9101 : 9170 | 9201 : 9270 | 9301 : 9370 | 9701 : 9770 | 9801 : 9870 | 9901 : 9970 |